# Mats Wilander
Mats Wilander (* 22. srpna 1964 Växjö) je bývalý profesionální švédský tenista.
V době od září 1988 do ledna 1989 byl na 1. místě mezinárodního žebříčku ATP. Profesionálně hrál v letech 1981 až 1996.
Za svou kariéru vyhrál 33 turnajů ATP ve dvouhře, z toho 7 grandslamových turnajů:
- 1982 - French Open, Bastad, Ženeva, Barcelona
- 1983 - Monte Carlo, Lisabon, Aix-en-Provence, Bastad, Cincinnati, Ženeva, Barcelona, Stockholm, Australian Open
- 1984 - Cincinnati, Barcelona, Australian Open
- 1985 - French Open, Boston, Bastad
- 1986 - Brusel, Cincinnati
- 1987 - Brusel, Monte Carlo, Rome Masters, Boston, Indianopolis
- 1988 - Australian Open, Key Biscayne, French Open, Cincinnati, US Open, Palermo
- 1990 - Itaparica

Ve čtyřhře vyhrál sedm turnajů včetně jednoho grandslamového – v roce 1986 zvítězili s Joakimem Nyströmem ve Wimbledonu.
V roce 1979 vyhrál Orange Bowl v kategorii šestnáctiletých. Mezníkem jeho kariéry bylo, když se v roce 1982 stal vítězem na Roland Garros jako nenasazený hráč. Byl vyhlášen mistrem světa ITF za rok 1988.
Za daviscupový tým Švédska nastoupil v jedenácti ročnících soutěže a měl bilanci 36-16 ve dvouhře a 7-2 ve čtyřhře. V letech 1984, 1985 a 1987 se podílel na zisku Salátové mísy.
Drží rekord nejmladšího vítěze Australian Open v otevřené éře. Je jediným v historii, kdo byl ve dvaceti letech již čtyřnásobným vítězem grandslamového turnaje. Dokázal vyhrát grandslamovou dvouhru na antuce, trávě i tvrdém povrchu. V roce 1982 mu byla udělena Zlatá medaile Svenska Dagbladet. Získal také cenu fair play za upozornění, že se rozhodčí zmýlil v jeho prospěch v semifinálovém utkání French Open 1982 proti Josému Luisi Clercovi.

## Současnost
V současnosti působí, mimo jiné, jako sportovní komentátor tenisových sportovních soutěží vysílaných na stanici Eurosport. V letech 2002 až 2009 byl nehrajícím kapitánem švédské reprezentace v Davisově poháru, také trénoval Marata Safina a Taťánu Golovinovou. Hrál ve veteránských soutěžích Nations Senior Cup a ATP Champions Tour. Jeho manželkou je bývalá jihoafrická modelka Sonya Mulhollandová a mají čtyři děti. V roce 2002 se stal členem Mezinárodní tenisové síně slávy.

## Finále na Grand Slamu

### Mužská dvouhra: 11 (7–4)
| stav      | rok  | turnaj              | povrch | soupeř ve finále | výsledek                     |
| --------- | ---- | ------------------- | ------ | ---------------- | ---------------------------- |
| Vítěz     | 1982 | French Open         | antuka | Guillermo Vilas  | 1–6, 7–6(8–6), 6–0, 6–4      |
| Finalista | 1983 | French Open         | antuka | Yannick Noah     | 2–6, 5–7, 6–7(3–7)           |
| Vítěz     | 1983 | Australian Open     | tráva  | Ivan Lendl       | 6–1, 6–4, 6–4                |
| Vítěz     | 1984 | Australian Open (2) | tráva  | Kevin Curren     | 6–7(5–7), 6–4, 7–6(7–3), 6–2 |
| Vítěz     | 1985 | French Open (2)     | antuka | Ivan Lendl       | 3–6, 6–4, 6–2, 6–2           |
| Finalista | 1985 | Australian Open     | tráva  | Stefan Edberg    | 4–6, 3–6, 3–6                |
| Finalista | 1987 | French Open         | antuka | Ivan Lendl       | 5–7, 2–6, 6–3, 6–7(3–7)      |
| Finalista | 1987 | US Open             | tvrdý  | Ivan Lendl       | 7–6(9–7), 0–6, 6–7(4–7), 4–6 |
| Vítěz     | 1988 | Australian Open (3) | tvrdý  | Pat Cash         | 6–3, 6–7(3–7), 3–6, 6–1, 8–6 |
| Vítěz     | 1988 | French Open (3)     | antuka | Henri Leconte    | 7–5, 6–2, 6–1                |
| Vítěz     | 1988 | US Open             | tvrdý  | Ivan Lendl       | 6–4, 4–6, 6–3, 5–7, 6–4      |